# بنیاد ملی نخبگان
بنیاد ملی نخبگان از سازمان‌های ایران است که به شناسایی، جذب و پشتیبانی مادی و معنوی از نخبگان می‌پردازد. اساسنامه این سازمان در پانصد و شصت و دومین جلسه شورای عالی انقلاب فرهنگی در دهم خردادماه ۱۳۸۴ تصویب شد. هیئت امنای بنیاد در اردیبهشت ۱۳۸۵ اولین جلسه خود را تشکیل داد. رئیس این بنیاد، معاون رئیس‌جمهور است.
این بنیاد مأموریت دارد تا با فراهم کردن شرایط مناسب، نخبگان ایرانی را در مسیر شکوفایی توانمندی‌ها و نوآوری‌هایشان یاری دهد و ارتباط مؤثری میان این استعدادها و نیازهای علمی و صنعتی کشور برقرار کند. از دیگر اهداف این بنیاد می‌توان به جلوگیری از مهاجرت نخبگان، تشویق به فعالیت در حوزه‌های تخصصی و ارتقای جایگاه علمی کشور اشاره کرد.

## رؤسای بنیاد
- پرویز داودی از آبان ۱۳۸۴ تا ۱۵ بهمن ۱۳۸۵
- صادق واعظ‌زاده از ۱۵ بهمن ۱۳۸۵ تا ۳۰ شهریور ۱۳۸۸
- نسرین سلطان‌خواه از ۳۰ شهریور ۱۳۸۸ تا ۱۳ مهر ۱۳۹۲
- سورنا ستاری از ۱۳ مهر ۱۳۹۲ تا ۲۷ شهریور ۱۴۰۱[۳]
- روح‌الله دهقانی فیروزآبادی از ۲۱ آذر ۱۴۰۱ تا ۲۰ مرداد ۱۴۰۳[۴]
- حسین افشین از ۱۱ شهریور ۱۴۰۳ تاکنون[۵]

## قائم‌مقام‌ها
- محمدعلی زلفی‌گل از ۱۳۸۴ تا خرداد ۱۳۸۵
- سعید سهراب‌پور از آذر ۱۳۸۹ تا آبان ۱۳۹۵
- محمود سعادت فومنی از آبان ۱۳۹۵ تا مهر ۱۴۰۰
- حسن سالاریه (سرپرست) از مهر تا دی ۱۴۰۰
- ناصر باقری‌مقدم (سرپرست) از دی ۱۴۰۰ تا خرداد ۱۴۰۱ و (قائم‌مقام) از خرداد ۱۴۰۱ تا تیر ۱۴۰۲
- سید سلمان سیدافقهی[۶] از تیر ۱۴۰۲ تا شهریور ۱۴۰۳
- سعید خدایگان از شهریور ۱۴۰۳ تاکنون

## معاونان
- معاون توسعه و مدیریت منابع: فرشاد سلیمانی
- معاون آینده سازان: رسول محمدقلی[۷]
- معاون سرآمدان و نخبگان: یاسین کیخا[۸]

## انجمن‌ها و سازمان‌های مرتبط
- سازمان پژوهش‌های علمی صنعتی ایران[۹]
- باشگاه پژوهشگران جوان و نخبگان[۱۰]